# 小梁川宗秀
小梁川宗秀（1510年-1570年）是戰國時代的武將。伊達氏重臣。

## 略歷
永正7年（1510年）出生，為小梁川宗朝之子。天文之亂時，與父親同屬伊達稙宗一方，是文武雙全的優秀武將。
元龜元年（1570年），中野宗時及牧野久仲父子謀反，宗秀與新田景綱共同出兵征伐。同年，宗時與久仲於小松城籠城抵抗，宗秀擔任攻擊軍的先鋒，但不幸戰死。享年61岁。